# 中嶋常幸
中嶋 常幸（なかじま つねゆき、本名及び旧登録名：中島 常幸［読み同じ］、1954年10月20日 - ）は、群馬県出身のプロゴルファー。愛称は「トミー」。
ライバルの青木功、尾崎将司（ジャンボ）とともに日本男子プロゴルフ界を代表する名選手で、3人の姓を合わせて「AON時代」を築いた。日本ゴルフツアー通算48勝は歴代3位である。

## 略歴
10歳からゴルフを始める。樹徳高等学校を中退し、1973年の日本アマで優勝。1975年12月にプロ入り。1976年のゴルフダイジェストトーナメントで日本ツアー初優勝を飾る。
1978年は、初出場のマスターズの2日目に魔女が棲むといわれるアーメンコーナーの最後の13番ホール（パー5）でクリークに2度捕まり、11オン2パットの13打を叩いた（13番ホール以外の17ホールは全てパープレイ）、セント・アンドルーズ（R&Aゴルフクラブの「オールド・コース」）で行われた全英オープンの3日目には17番ホール（パー4）の第3打のバーディパットがカップをオーバーして「ロード・バンカー」（Road Bunker）に入り、脱出に4打、このホールは9打を叩いて優勝のチャンスを逃し、「ゴルフがこんなにも残酷なスポーツだとは思わなかった。野球なら代打もあるのに、あの突き刺さるような視線のなかで、出なくても出なくても、最後まで自分でホールアウトしなければならないんだ」とコメントした。この全英オープンのバーディパットは成功すれば5アンダーで首位タイに並ぶ勝負所のパットであり、バンカーショットは優勝争いに残るためにグリーンを狙って大叩きとなった。このオールドコース17番ホールの「ロード・バンカー」は英語では"The Sands of Nakajima"（ナカジマの砂場）、日本語では「トミーズバンカー」（トミーは中嶋の愛称）などと呼ばれる。
1983年には海外に積極的に挑むと宣言し、国内開幕戦の静岡オープンを制して意気揚々と渡米。プレーヤーズ選手権に出場して16位に入ると、翌週はグレーター・グリーンズボロオープンで4位に食い込んでみせ、2試合で3万400ドルを獲得。当時、アメリカツアーには中嶋のようなツアーメンバーではない選手が前年の賞金ランキング125位の賞金額を上回るとツアーライセンスを取得できるという規則があり、前年125位の獲得額は2万8596ドルであったため、中嶋はたったの2試合で米ツアーライセンスを手にできる資格を得た。　
マスターズを終えて帰国した中嶋はしばらく態度を保留していたが、やがて取得することを決意し、1984年は1月から米ツアーでプレー。2戦目のフェニックスオープンで8位に入ると、翌週のサンディエゴオープンでは3日目までは57位と低迷していたが最終日は前半のインで5バーディーを奪って31をマークすると、後半のアウトは6番パー5でイーグルを奪うなど32。計1イーグル、7バーディーで9アンダー、トーリーパインズGC南コースの新記録63を叩き出し、順位を11位にまでジャンプアップさせた。
3月のザ・ホンダ・クラシックでは3日目を終えて通算5アンダーは首位から3打差の3位に着け、初めて最終日最終組でプレーすることとなった。青木に次ぐ米ツアー制覇への期待が高まったが、3番で1ｍのパーパットを外して波に乗れず、この日は2バーディー、3ボギーの73で、優勝したブルース・リツキーから4打差の6位に終わった。
マスターズまで11試合に出場して一時帰国し、この後は日米を行ったり来たりのスケジュールとなった。米ツアーの締め括りとなった8月の全米プロでは3日目に67をマークして3打差4位に浮上し、メジャー制覇のチャンスを迎えた。最終日はアウトで1つスコアを伸ばすも10番からの3連続ボギーで夢は潰えたが、メジャーで自身初トップ10入りとなる10位に踏みとどまった。この年は15試合に出場して半数以上の9試合で30位以内に入り、予選落ちが僅か1試合という安定感で賞金ランキングは77位とし、米ツアールーキーとしてはまずまずの成績を収めた。
1985年のシーズンは日米で42試合に参戦して、年間6勝を挙げ、最も好調だった。この年、日本オープン選手権で初優勝して日本タイトルの4冠目を獲得、11月24日には日本人選手で初めてダンロップフェニックストーナメントを制し、日本で初めて年間獲得賞金額が1億円を突破して3回目の賞金王となった。
1998年5月1日、中日クラウンズ2日目には1番ホール（パー4）でアルバトロスをホールインワンで記録したが、中日クラウンズでの優勝はない。
セベ・バレステロスから「世界で五本の指に入る美しいスイングの持ち主」と評されたこともあり、国内にとどまらずヨーロッパと米国のプロゴルファーからも高い評価を得ていたが、度重なるスイング改造を試み、低迷した時期もあった。また、全盛期はクラブのフィッティングとセッティングの調整を頻繁に行い、ショットの精度を維持することでも知られた。上述のダンロップ・フェニックスでの唯一度の優勝時は、喜多和生とチューニングしたクラブで臨んだ。2番アイアン～ピッチングウェッジは、風が当たらないように風呂場に設置したバランス計で厳密に調整し、アプローチウェッジは、大会初日の晩に決して明るいとは言えない照明のもとで中嶋が構えてOKを出したものであった。
33回出場した世界4大メジャー大会の成績は、1986年のマスターズ及び全英オープン8位、1987年の全米オープン9位、1988年の全米プロ3位などがあり、世界4大メジャー全てでトップ10入りしたことがある日本人初のプレイヤーである（後に松山英樹も記録）。最初期の世界ゴルフランキングで4位にランクされた。海外で日本人として前人未踏の活躍と度重なる不運・試練を経験した。以下、そのエピソードの抜粋。
1986年ターンベリー（パー70）開催の全英オープンでは、7月16日の練習ラウンド終了後に「コースが難しいなら、クラブは易しいものがいい」との判断により、ドライバーを換えて本番に臨んだ。それまでは、この年の関東プロ選手権で優勝した時に使用したハードヒッター向けのスペックのドライバーを使用していたが、これを米ツアーで活躍中のアンディ・ビーンに譲り、ミズノの小野昭司が製作したロフト11度、43.5インチ、バランスD5のドライバーに変更。強い寒風と小雨の初日は首位のイアン・ウーズナムでさえパープレイで、中嶋は74。2日目の中嶋はパットが冴えて、9番ホールから9ホール連続1パットでカップイン（15番から17番ホールは3連続バーディ）させるなどして、この日67。風雨の3日目はショットが冴えて、71でしのぎ、54ホール終了時点で首位のグレグ・ノーマンに1打差の2位となり、久米宏が中嶋の心労を気遣うほど猛烈なマスコミの取材攻勢を受けた。最終日7月20日はノーマンと最終組で午後2時40分（日本時間：同日午後11時40分）スタートで廻ったが、1バーディ（7番ホール）、6ボギー、1ダブルボギー（1番ホール）の77と崩れ、4日間通算289の9オーバーで、ファジー・ゼラーらとともに8位タイに終わった。
1987年の全米オープン3日目では、15番ホールで一時単独トップにたったが、18番で第2打が松の巨木に当たり、そのまま落ちてこないという不運に見舞われ、まさかのロストボールでダブルボギーに終わり、優勝争いから後退した。後年、タイガー・ウッズがその舞台となったオリンピッククラブ・レイクコースの印象について聞かれた時、「87年の全米オープンのトミー・ナカジマのロストボールが一番記憶に残っている」と答えている。
中嶋が出場した世界4大メジャー大会には33回ともトム・ワトソンも出場しており、2人そろってトップ10入りしたのは3回あり、内訳は86年のマスターズ（46歳のジャック・ニクラスが11年ぶり6度目の大会史上最年長優勝。最終日にワトソンと中嶋は同組で廻り、ワトソン6位、中嶋は日本人で初めて4日間アンダーパーで廻って8位）、87年の全米オープン（ワトソンは優勝のスコット・シンプソンと1打差の2位）、91年マスターズ（最終日18番ホールが勝敗を分け、パーセーブしたイアン・ウーズナムが-11でキャリア唯一のメジャー優勝、ボギーのホセ・マリア・オラサバルが-10で2位、ダブルボギーのワトソンが-9で3位タイ。9度目挑戦の中嶋は-7で10位タイ、大会史上初の3連覇を狙ったニック・ファルドは-6で12位タイ）。
2005年11月6日、日本シニアオープンでシニアツアー初優勝を飾り、すでにタイトルを獲得している日本アマ・日本オープンとともにJGAオープン選手権競技3冠を達成した。2006年10月1日「日本プロゴルフシニア選手権大会・コマツカップ」を制覇し、プロ・アマ・シニアを含めた「日本」が冠タイトルにつく公式戦を全部優勝する7冠を達成した。
2006年11月には三井住友VISA太平洋マスターズで日本ゴルフツアーとしては4年ぶりの勝利を果たした。50代でのレギュラーツアー優勝は青木功、尾崎将司、杉原輝雄に次いで四人目。
2017年3月、日本ゴルフツアー機構相談役に就任。2017年12月、 50回内閣総理大臣杯　日本プロスポーツ大賞にて文部科学大臣顕彰が表彰された。プロスポーツ界への多大なる功績と貢献が認められた。
デビュー以来眼鏡を着用してプレーし、トレードマークとなっていたが、視力はレーシック手術によって矯正された。矯正後も「眼鏡のフレームのあるなしで視界が変わるから」との理由で長らく眼鏡をかけて試合に臨んでいたが、現在は眼鏡を着用せず、裸眼でラウンドしている（状況によってはサングラスをかけてラウンドするケースがある）。イベントへの出演やメディアへの露出などの際は、以前はイメージ維持のために眼鏡をかけていたが、近年は裸眼で登場することが多くなっている（ただし、状況によっては眼鏡を着用することもある）。オフシーズンにはラジオ番組（中嶋常幸のティーグラウンドへようこそ!）の司会者として軽快なトークも披露する。
1999年から現在に至るまで、マスターズ・トーナメントのゲスト解説を務めている。
1992年練習場で居合わせた堀田大介に「毎日どのくらい打ち込むの？」と質問し、「だいたい3000球くらいでしょうか」との回答を得たが、その時の中嶋の判断は「数えられるうちは練習とは言わない」というものであった。当時、練習量の多さは数いるプロの中でもトップクラスであった。しかし、シニア入りするころからは、練習は量より質が重要であるという主張に変わっている。
女子ゴルフ人気に押され気味な男子ゴルフの現状について、一部のプロがファンサービスを軽視したり、横柄な態度を取る者がいるのが問題だと発言。ファンあってのプロというスタンスを通し、自身はファンサービスに積極的である。
デビュー以来ミズノ所属プロとして活躍していたが、1990年代後半は不振に陥り、1999年に賞金ランキング81位で長年保持し続けた賞金シードを失い、シーズン終了後にリストラされる形で契約を解除された。2000年以降は2017年5月8日までの長期間フリーの立場で活動していた。用具に関しては、2000年以降しばらくは使用ブランドを固定していなかったが、現在はダンロップスポーツと用具契約を結んでいる。
2006年、静ヒルズカントリークラブを全面リニューアルした際に設計監修に携わったことがきっかけで、親会社である森ビルグループのヒルズゴルフとの連携を深めていった。ヒルズゴルフの協力を得て、2007年から2011年まで若手精鋭プロの育成を目的としたジャパンゴルフツアーチャレンジトーナメント「静ヒルズトミーカップ」を開催した。2012年にはジュニアゴルファー育成のために『ヒルズゴルフ トミーアカデミー』を設立、中嶋の教えを受けた選手には日本女子オープンを2年連続優勝した畑岡奈紗がいる。これらの活動が縁で、2017年5月9日に静ヒルズカントリークラブと所属契約を締結した。
2019年、日本プロゴルフ殿堂からプレーヤー部門で顕彰された。

## プロ優勝

### 日本ツアー (48)
- 1976 (1) ゴルフダイジェストトーナメント
- 1977 (1) 日本プロ
- 1980 (1) 三菱ギャラン
- 1982 (5) ダンロップインターナショナルオープン, フジサンケイクラシック, 長野県オープン, 日本プロ東西対抗, 日本シリーズ
- 1983 (8) 静岡オープン, 日本プロマッチプレー, 三菱ギャラン, 日本プロ, 日本プロ東西対抗, サントリーオープン, 全日空札幌オープン, ゴールドウィンカップ日米対抗
- 1984 (2) 日本プロ, 関東オープン
- 1985 (6) よみうりサッポロビールオープン, 関東プロ, 全日空札幌オープン, 日本オープン, 太平洋クラブマスターズ, ダンロップフェニックストーナメント
- 1986 (6) 日本プロマッチ, 三菱ギャラン, ミズノオープン, 関東プロ, 日本オープン, ポラロイド杯ゴルフダイジェストトーナメント
- 1987 (1) 東海クラシック
- 1990 (3) 関東プロ, 全日空オープン, 日本オープン
- 1991 (2) よみうりサッポロビールオープン, 日本オープン
- 1992 (3) ペプシ宇部興産トーナメント, NST新潟オープン, 日本プロマッチプレープロミス杯
- 1993 (2) 全日空オープン, 日本シリーズ
- 1994 (3) 静岡オープン, つるやオープン, ペプシ宇部興産トーナメント
- 1995 (1) フジサンケイクラシック
- 2002 (2) ダイヤモンドカップ, 住友VISA太平洋マスターズ
- 2006 (1) 三井住友VISA太平洋マスターズ

### その他優勝
- 1976 ヤングライオンズトーナメント
- 1977 ヤングライオンズトーナメント、日本国土計画サマーズ

### 日本シニアツアー優勝 (5)
- 2005 日本シニアオープン
- 2006 日本プロゴルフシニア選手権大会, 日本シニアオープン
- 2008 日本シニアオープン
- 2013 スターツシニアゴルフトーナメント

## メジャー選手権成績
| 大会         | 1978 | 1979 | 1980 | 1981 | 1982 | 1983 | 1984 | 1985 | 1986 | 1987 | 1988 | 1989 |
| ------------ | ---- | ---- | ---- | ---- | ---- | ---- | ---- | ---- | ---- | ---- | ---- | ---- |
| マスターズ   | CUT  | DNP  | DNP  | DNP  | DNP  | T16  | T33  | T47  | T8   | CUT  | T33  | CUT  |
| 全米オープン | DNP  | DNP  | DNP  | DNP  | DNP  | T26  | CUT  | DNP  | T53  | T9   | T32  | DNP  |
| 全英オープン | T17  | CUT  | DNP  | DNP  | DNP  | DNP  | T36  | DNP  | T8   | T59  | DNP  | DNP  |
| PGA選手権    | DNP  | DNP  | DNP  | DNP  | DNP  | CUT  | T10  | CUT  | T47  | CUT  | 3    | DNP  |

| 大会         | 1990 | 1991 | 1992 | 1993 | 1994 | 1995 | 1996 | 1997 | 1998 | 1999 | 2000 | 2001 | 2002 |
| ------------ | ---- | ---- | ---- | ---- | ---- | ---- | ---- | ---- | ---- | ---- | ---- | ---- | ---- |
| マスターズ   | DNP  | T10  | CUT  | DNP  | DNP  | CUT  | DNP  | DNP  | DNP  | DNP  | DNP  | DNP  | DNP  |
| 全米オープン | DNP  | DNP  | DNP  | DNP  | DNP  | DNP  | DNP  | DNP  | DNP  | DNP  | DNP  | DNP  | DNP  |
| 全英オープン | DNP  | DNP  | CUT  | DNP  | T55  | T49  | DNP  | DNP  | DNP  | DNP  | DNP  | DNP  | CUT  |
| PGA選手権    | DNP  | CUT  | T21  | CUT  | T61  | CUT  | T52  | DNP  | DNP  | DNP  | DNP  | DNP  | DNP  |

DNP = 出場せず

CUT = ハーフウェイ・カット

T =順位タイ

黄色はトップ10入り。

## 主な記録

### 国内
- 日本ゴルフツアー通算48勝（尾崎将司、青木功に次ぐ歴代3位）
- 永久シード権保持者（史上3人目、31歳6ヶ月29日での達成は史上最年少、男子プロの達成者は7名）
- 日本ツアー賞金王（年間賞金ランキング1位）：4回（1982年、1983年、1985年、1986年）
- 日本ツアー年間最多勝記録：8勝（1983年）（1996年の尾崎将司と並ぶ歴代1位タイ）
- 日本ツアー史上初の年間1億円プレーヤー（1985年）

## 人物
- 元々は本名の「中島常幸」で活動していたが、登録名の苗字を「中嶋」に改名した。
- 愛称の「トミー」は海外では「つねゆき（Tsuneyuki）」という名前が発音し辛いので同じ「T」から始まる“トミー”を当てられたもの。海外参戦時は「トミー・ナカジマ（Tommy Nakajima）」を登録名にしている。
- 途上国の子どもたちを支援するチャイルド・スポンサーシップを通して[12]、国際貢献をしている。

### 家族
- 父は中島巌、弟は中島和也、中島篤志。妹は中島恵利華。
- 長女、中島佳乃（アマチュアゴルファー）。日本女子オープン(2001年)に出場時、中嶋が娘のキャディーを務めた。
- 長男、中島雅生（日体大時代インカレ等でも活躍）もプロゴルファーとして活躍。

## 出演

### テレビ
- クイズダービー（1988年2月27日・TBS） - ゲスト解答者 ※ 第629回
- 出没!アド街ック天国（2011年8月27日 ・ テレビ東京）
- サンデーモーニング（2015年3月22日・TBS）

### ラジオ
- わが人生に乾杯!（2009年12月17日・ NHKラジオ第1放送）
- 中嶋常幸のティーグラウンドへようこそ!（2004年10月・TBSラジオ）

### CM
- ブリヂストン ゴルフボール ALTUS（1983年）
- UCC上島珈琲 コーヒーギフト（1984年）
- ミノルタ（現・コニカミノルタ） OA機器（1987年）
- 日本ケロッグ コーンフレーク
- 安田生命（現・明治安田生命）

### 映画
- プロゴルファー織部金次郎